# U-Bahnhof Oberwiesenfeld
Der U-Bahnhof Oberwiesenfeld ist ein Bahnhof der U-Bahn München.

## Beschreibung
Der Bahnhof wurde am 28. Oktober 2007 eröffnet und wird von der Linie U3 bedient. Er liegt im Norden des Olympiaparks an der Moosacher Straße im Bereich Oberwiesenfeld Nord.
Die Hintergleiswände bestehen aus Aluminium-Paneelen, die auf Gleis 1 orange und auf Gleis 2 schwarz-weiß sind. Der mit Granitplatten ausgelegte Bahnsteig wird zum großen Teil über Oberlichter mit Tageslicht und Himmelblick beleuchtet, wobei sich auch zwei Lichtbänder an der Decke befinden. 15 pyramidenförmige Lichtschächte beleuchten mit viel Tageslicht den 120 Meter langen Bahnsteig. Durch ein Oberlicht führt ein Aufzug direkt an die Oberfläche und ins östliche Sperrengeschoss. Von dort wird die Moosacher Straße erreicht. Fahr- und Festtreppen führen vom Bahnsteig sowohl in das östliche als auch das westliche Sperrengeschoss und von dort in die Moosacher Straße. Der Bahnsteig liegt rund 11,5 Meter unter der Erdoberfläche, die Breite des Bauwerks liegt bei knapp 18 Metern zwischen den beiden 1,20 Meter breiten Schlitzwänden. Westlich des Bahnhofs schließt sich ein Wendegleis im Tunnel an.
Ein Teil der Tunnelröhre liegt im Bereich des Grundwassers. Damit während des Baus kein Wasser eindringen konnte, musste mit Luftüberdruck in der Arbeitskammer gearbeitet werden. Der Bauabschnitt war nur über eine Druckschleuse zugänglich, in der die Arbeiter nach der Schicht bis zu einer Stunde verbringen mussten, um den Druck wieder auszugleichen.
Für die Gestaltung des an der Südseite aufgebrachten Bildes Ornament zeichnet Rudolf Herz zusammen mit Hans Döring verantwortlich. Es zeigt feine geometrische Muster in Form eines Labyrinths. Die Nordwand ist mit orangen Paneelen verkleidet, die an das Orange der Olympialinie anknüpfen sollen. Die Gesamtplanung des Bahnhofs lag bei Paul Kramer und Manfred Rossiwal-Jespersen vom städtischen Baureferat.
Der Planungsname dieses Bahnhofs war „Olympiapark Nord“. Auf Wunsch des örtlichen Bezirksausschusses wurde der Name jedoch noch vor der Eröffnung auf die historische Flurbezeichnung des Geländes des heutigen Olympiaparks geändert. Seit 1972 trug der U-Bahnhof Olympiazentrum den Zusatz „Oberwiesenfeld“ an zwei Stellen an den Außenwänden des Bahnhofs.
| Linie | Linienverlauf |
| ----- | --- |
| U3    | Moosach – (797 m) – Moosacher St.-Martins-Platz – (880 m) – Olympia-Einkaufszentrum – (1416 m) – Oberwiesenfeld – (1061 m) – Olympiazentrum – (944 m) – Petuelring – (832 m) – Scheidplatz – (793 m) – Bonner Platz – (1042 m) – Münchner Freiheit – (579 m) – Giselastraße – (744 m) – Universität – (788 m) – Odeonsplatz – (640 m) – Marienplatz – (884 m) – Sendlinger Tor – (843 m) – Goetheplatz – (677 m) – Poccistraße – (624 m) – Implerstraße – (849 m) – Brudermühlstraße – (1149 m) – Thalkirchen – (1129 m) – Obersendling – (785 m) – Aidenbachstraße – (782 m) – Machtlfinger Straße – (1195 m) – Forstenrieder Allee – (808 m) – Basler Straße – (936 m) – Fürstenried West |